# 페르디카스 1세

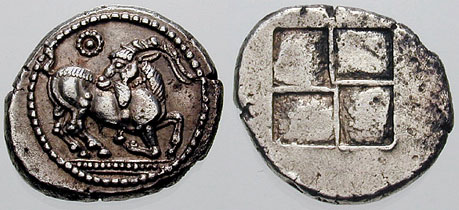

페르디카스 1세(Perdiccas I, 그리스어: Περδίκκας Α' 재위 : 기원전 700년 ~ 기원전 678년)는 고대 마케도니아(Macedonia, 그리스어: Μακεδονία)의 왕이었다. 헤로도토스(Herodotus)는 마케도니아 최초의 왕이라고 하였다.
아르고스(Argos)에서 테메누스(Temenus)의 후손 삼형제, 가우아네스( Gauanes), 아에로포스(Aeropus), 페르디카스가 일리리아(Illyrians)로 도망쳤다. 그리고 다시 일리리아에서 상(上)마케도니아 레바이아(Lebaia)에 도착하였다. 레바이아에서 그들은 왕에게 고용되어 말과 가축들을 사육하는 일을 했다. 그러나 이곳에서 페르디카스에게 신기한 일이 자주 일어났다. 이를 보고 왕은 심상치 않은 일이 일어날 전조라고 생각하여 페르디카스 삼형제에게 다른곳으로 떠나라고 명령했다. 형제들은 지금까지 일한 대가를 받으면 곧바로 떠나겠다고 말했다. 그러자 왕은 때마침 굴뚝을 통해 햇살이 방 안으로 비추는 것을 보며 말했다.
"너희가 이곳에서 일한 대가로 이것을 주겠다."
가우아네스와 아에로포스는 이 말을 듣자 어리둥절하여 아무 말도 못하고 있었는데, 막내인 페르디카스는 말했다.
"왕이시여, 하사품을 고맙게 받겠습니다."
메르티카스는 손에 들고 있던 칼로 햇빛을 세 번 되풀이해 자르고는 그 햇빛을 품속에 집어넣는 시늉을 하고는 두 형과 함께 레바이아를 떠났다. 그들은 마케되아의 다른 지역인 미다스의 정원 근처에 자리잡고 살았다. 이 정원 위쪽에는 추위 때문에 올라갈 수 없는 베르미온 산이 있었는데, 이 곳을 차지하고 이를 근거지로 하여 마케도니아의 다른 지역을 정복 하였고, 곧이어 페르디카스는 마케도니아의 왕이 되었다.
페르디카스에서 시작되는 마케도니아 역대의 왕이 그리스인 임은 그들이 자칭한 것인데, 나 자신도 그와 같이 알고 있고 그들이 그리스인임은 뒷장에서도 증명할 생각이다. 뿐만 아니라 이는 올림피아 경기를 주최하는 임원들도 인정한 것이다.

## 같이 보기
- 헤로도토스
- 마케도니아 왕국
- 테메누스
- 아르고스
- 일리리아